# 对萼猕猴桃
对萼猕猴桃（学名：Actinidia valvata）是猕猴桃科猕猴桃属的植物，为中国的特有植物。分布于中国大陆的安徽、江西、湖北、湖南、浙江等地，生长于海拔150米至1,100米的地区，多生于低山区山谷丛林中。

## 变种
- 麻叶猕猴桃（学名：Actinidia valvata var. boehmeriaefolia）是猕猴桃科猕猴桃属对萼猕猴桃的变种。分布在中国大陆的浙江、江西等地，生长于海拔1,100米的地区，一般生长在山地疏林中。